# Petoesjki (Vladimir)

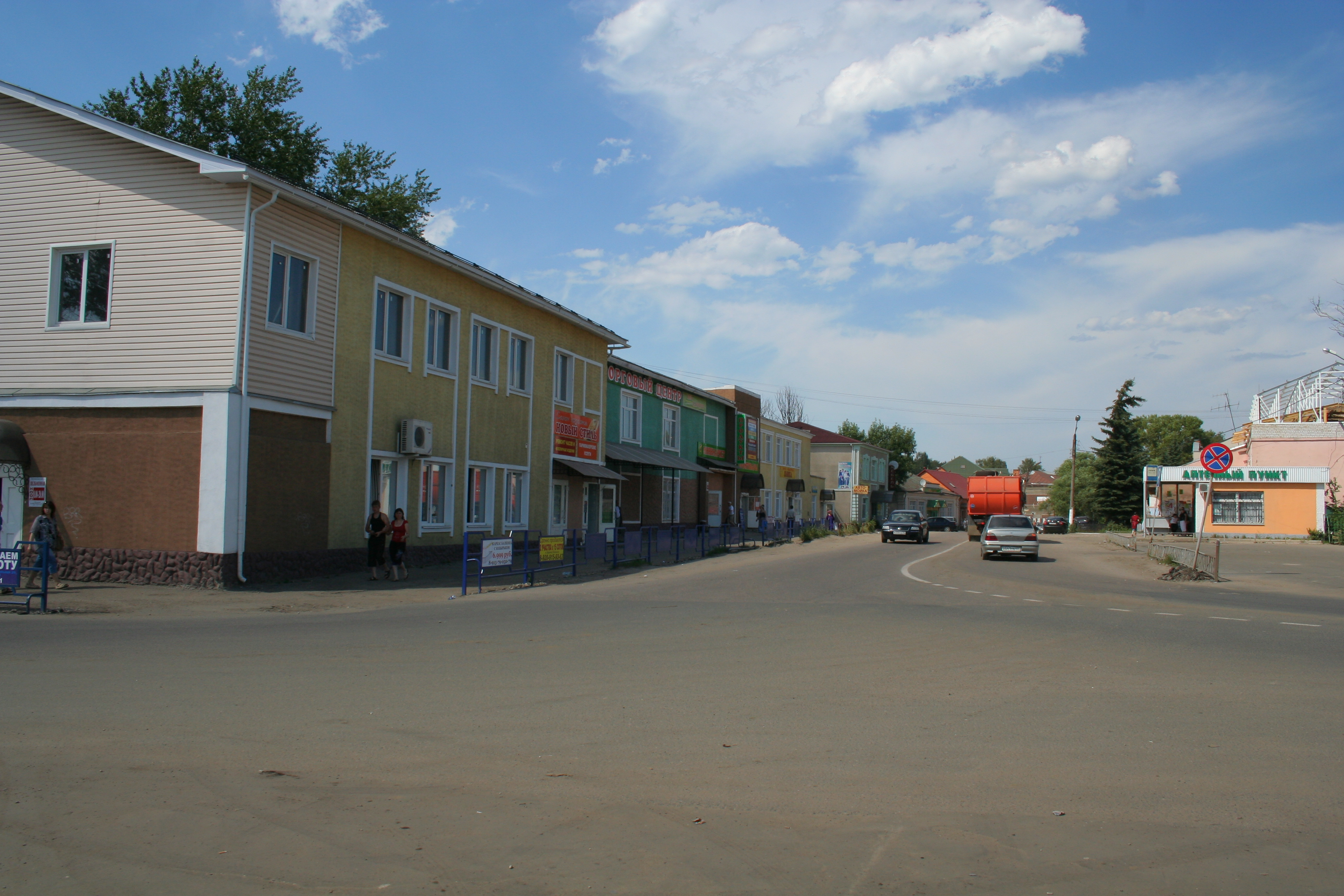
Het centrum van Petoesjki

Petoesjki (Russisch: Петушки) is een kleine stad ten noordoosten van Moskou in de oblast Vladimir (Владимир) aan de snelweg van Moskou naar de hoofdstad van deze oblast met dezelfde naam. Het werd beroemd dankzij het gedicht Moskou-Petoesjki van de dichter Venedikt Jerofejev (Russisch: Венедикт Ерофеев). Dit gedicht is de monoloog van een dronkaard, die met de trein wilde reizen naar Petoesjki en geschenken meenemen voor zijn toekomstige geliefde.
Petoesjki heeft volgens de volkstelling van 2002 16.482 inwoners.